# Cycas nitida
Cycas nitida là một loài thực vật hạt trần trong họ Cycadaceae. Loài này được K.D.Hill & A.Lindstr. mô tả khoa học đầu tiên năm 2008.